# モイーズとファラオン

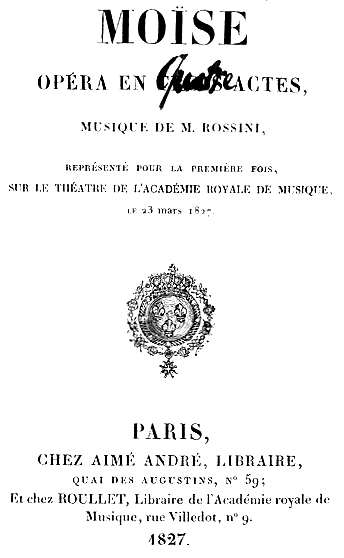
初演時のリブレットの表紙

『モイーズとファラオン』（フランス語: Moïse et Pharaon）は、ジョアキーノ・ロッシーニ作曲による4幕構成のグランド・オペラで、初演時の題名は『モイーズとファラオン、または紅海横断』（フランス語: Moïse et Pharaon ou le Passage de la mer Rouge）、『モーゼとファラオ』、『モイーズ』とも表記される。ロッシーニ自身のオペラ『エジプトのモーゼ 』（Mose in Egitto、1818年）をパリ・オペラ座向けに改作したもので、リブレットはフランス語で書かれている。初演は1827年 3月26日に行われた。

## 概要

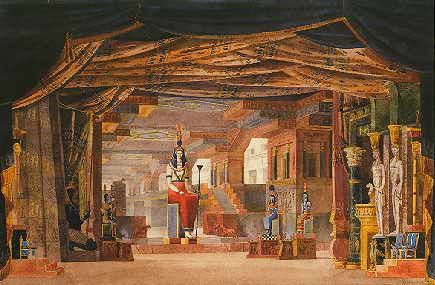
1827年、パリ初演時のセット・デザイン

ロッシーニは1824年以降パリに滞在し、イタリア座の監督に就任していたが、彼は「イタリア座を一時的な腰掛け、フランス一の劇場、すなわちパリ・オペラ座に上るための踏み台としか考えていなかった」。そして、パリ・オペラ座との年に１作フランス語のオペラを作曲する契約にも成功した。そこで、ナポリ時代の旧作の改作に着手した。「イタリア語の作品をグランド・オペラとして改訂する試みは多数行われたが、ロッシーニの場合、それはフランスのオペラ文化を吸収するための一手段だった」。
本作は「『コリントの包囲』（1826年、パリ）と同様に本作はグランド・オペラの様々な構成要素をいかに扱うかの実験と見なすことができる」。「そうした意味で、本作は初めからフランスの舞台のために書かれた『ギヨーム・テル』創作への足掛かりとなったのである」。
音楽としては「かなり複雑な推敲を経て作られた本作はロッシーニの作品の中でも孤立した地位を占めている。その理由としては次のようなことが挙げられる。独立したアリアがないこと、大きなアンサンブルのためにいわゆる〈閉じた〉構造が放棄されていること、大人数の合唱の重要性から厳かな美しさが生じていることなどである。このような合唱はグルック のオペラに於けるように、もはや装飾的ではなく、筋の進行に関わり、後にヴェルディが『ナブッコ』で、ムソルグスキーが『ボリス・ゴドノフ』で取り上げる定型表現を創始したのである」。
楽曲については、ロッシーニは『エジプトのモーゼ』をパリ上演に向けて「音楽も物語も細部にわたって練り直した。当時のフランス人の好みに合わせ、またパリ・オペラ座の人的資源の豊かさを利用したため、オリジナルよりさらに壮大で豪華になったが、肝心の斬新さと説得力をいささか失ってしました。ナンバーに関して言えば、まったく新しいものは3曲のみである。第1幕のセーヌ（Scène）と4重唱〈平和の民よ〉、第4幕のアナイのセーヌとアリア〈なんと恐ろしい運命〉、それにめったに歌われない幕切れの賛歌〈カンティク〉（われは主をほめ歌う）がそれである。序曲と導入曲、それに第3幕のバレエにはロッシーニの『アルミーダ』（1817年）の素材が使われている（もっともバレエは実質的には新曲である）。曲順の変更は、有名な〈影の場面〉をオペラの冒頭から第2幕の冒頭へと移動したこと、そして、ナポリ稿で重要な役割を果たした第2幕のフィナーレを分割したことである」。

## 初演後
パリでの初演は人物の多様性を際立たせた、荘厳でスケールの大きな音楽で再び成功を博した。本作と『コリントの包囲』はオペラにスペクタクルを求める新しい聴衆の嗜好に応じたものであるばかりでなく、作品の意味合いがギリシャ独立戦争の知らせに沸き上がった聴衆の関心の高まりとも呼応していた。
アメリカ初演は1835年 3月2日にニューヨークのイタリアン・オペラハウスにて行われた。イギリス初演は1850年4月20日にロンドンのコヴェント・ガーデン王立歌劇場にて『ゾーラ』（Zora）の題名で行われた。出演はジャンヌ＝アナイス・カステッラン、ヴェーラ、アントニオ・タンブリーニ、 エンリーコ・タンベリックらであった。
最近まで、1827年3月26日にロッシーニがパリの大衆に提示した4幕のフランス語のオペラ『モイーズとファラオン』は、関連する3幕もの（ナポリの1818年3月5日にサン・カルロ劇場で初演した『エジプトのモーゼ』）と区別するために、『モゼ』または『イル・ヌオーヴォ・モゼ』と題された貧弱なイタリア語の翻訳版で広く知られてきた。『モゼ』から『モイーズとファラオン』への改変は、ロッシーニが芸術的に目標とした理想のオペラの魅力的な一面を垣間見ることができる。『新グローヴ オペラ事典』では「大きな合唱団やバレエ団を持つ大きな歌劇場はこれからもこのパリ稿を好むであろう」と見ている。

## リブレット

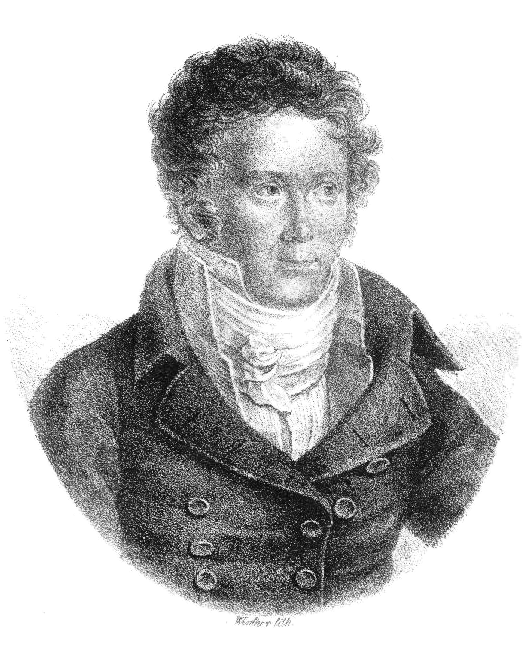
エティエンヌ・ド・ジュイ

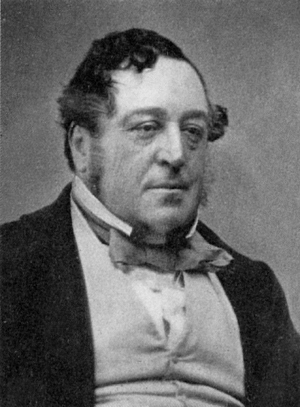
ロッシーニ

リブレットは旧約聖書の『出エジプト記』の紅海横断を素材としたフランチェスコ・リンギエーリ（Francesco Ringhieri）の悲劇『エジプトのサラ』（Sara in Egitto、1747年）を原作とした『エジプトのモーゼ』のリブレットをルイジ・バロッキとヴィクトール＝ジョゼフ・エティエンヌ・ド・ジュイの2人の共同によりフランス語に改作された。このほかにカリスト・バッシによるイタリア語翻訳版の『モゼ』（Mosè）が存在する。
本作のリブレットでは出エジプトの一連の話から適宜エピソードを抜き出して再構成し、効果的な展開にしている。聖書ではモイーズが十戒を授かったのはエジプトを出てからだが、本作では一幕で既に法典を得ている。また、モイーズの行った奇跡は暗闇が第一幕フィナーレから第二幕冒頭で用いられ、紅海横断がクライマックスに取り入れられている。なお、紅海横断のシーンではモイーズが海を割るのではなく、海の上を歩くことになっている。
紅海横断の場では毎回劇場側は苦労したと言われ、失敗や不手際に関する様々な逸話が残されている。
なお、「アナイの配役は後にロッシーニの妻になったプリマドンナ、イザベラ・コルブランの美声をきかせるために、作り出されたのである」。

## 演奏時間
前奏曲4分、第1幕46分、第2幕35分、第3幕30分、第4幕31分、合計2時間26分

## 楽器編成
- 木管楽器:ピッコロ1、フルート2、オーボエ2、クラリネット2、バスーン2
- 金管楽器:ホルン4、トランペット2、トロンボーン3、オフィクレイドまたはテューバ1
- 打楽器:ティンパニ1対、大太鼓、シンバル
- 弦楽器:弦5部、ハープ1

## 音楽ナンバー
全4幕の17のナンバーで構成される。過去の自作からの引用・使用をカッコ内に記す。
第1幕
- No.1 前奏曲(「アルミーダ」から部分的に使用)
- No.2 合唱: "Dieu puissant"(第1場、「アルミーダ」から部分的に使用)
- No.3 二重唱(アナイ、アメノフィス): "Ah! si je perds l'objet que j'aime" (第5場、「エジプトのモーゼ」第1幕第4場、No.3: "Ah se puoi così lasciarmi")
- No.4 行進曲
  - 合唱: "Jour de gloire"(第6場、「エジプトのモーゼ」第1幕第6場、No.5: "All’etra, al ciel")

- No.5 二重唱(アナイ、マリー): "Dieu, dans ce jour prospère"(第6場、「エジプトのモーゼ」第1幕第7場、No.6: "Tutto mi ride intorno")
- No.6 フィナーレ: "Quel delire!"(第8場、「エジプトのモーゼ」第1幕第8場、"All'idea di tanto eccesso")

第2幕
- No.7 導入曲: "Désastre affreux!"(第1場、「エジプトのモーゼ」第1幕第1場、No.1: "Ah! Chi ne aita?")
- No.8 呼びかけ(Invocation): "Arbitre supreme" (第2場、「エジプトのモーゼ」第1幕第2場、No.2: "Eterno! Immenso!")
  - 五重唱: "O toi dont la clemence"(第2場)

- No.9 二重唱(アメノフィス、ファラオン): "Cruel moment!… que faire?"(第3場、「エジプトのモーゼ」第2幕第1場: "Parlar, spiegar non posso")
- No.10 アリア(シナイド): "Ah! d’une tendre mère"(第5場、「エジプトのモーゼ」第2幕第6場、No.14: "Porgi la destra amata")

第3幕
- No.11 行進曲
  - 合唱: "Reine des cieux" (第1場、「ビアンカとファッリエーロ」から)
  - バレエ(「アルミーダ」から部分的に使用)

- No.12 フィナーレ(「エジプトのモーゼ」第2幕第3場、No.11: "Mi manca la voce"から部分的に使用)

第4幕
- No.13 レシタティフ(アナイ、アメノフィス): "Où me conduisez-vous?"(第1場、「エジプトのモーゼ」第2幕第3場、No.10: "Dove mi guidi?")
  - 二重唱(アナイ、アメノフィス): "Jour funeste, loi cruelle!"(第1場)

- No.14 アリア(アナイ): "Quelle affreuse destinée!"(第2場)
- No.15 祈り: "Des cieux où tu résides"(第3場、「エジプトのモーゼ」第3幕第1場、No.15: "Dal tuo stellato soglio")
- No.16 フィナーレ(「エジプトのモーゼ」から部分的に使用)
- No.17 カンティコ・フィナーレ(マリー、合唱): "Chantons, bénissons le Seigneur!"(第4場)

## 登場人物

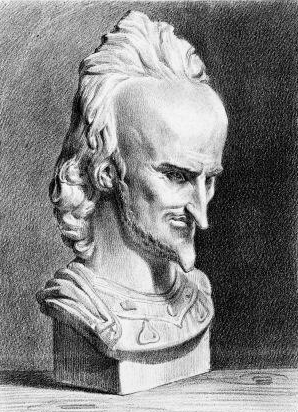
モイーズを創唱したニコラ・ルヴァスール

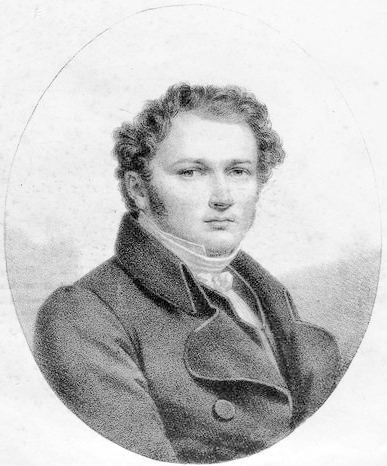
ファラオンを創唱したダバディ

| 人物名 フランス語 イタリア語                                     | 声域          | 原語 フランス語 イタリア語 | 役柄               | 1827年3月26日初演のキャスト 指揮者： フランソワ・アブネック |
| ---------------------------------------------------------------- | ------------- | -------------------------- | ------------------ | ----------------------------------------------------------- |
| モイーズ モゼ                                                    | バス バリトン | Moïse Mosè                 | ヘブライ人の預言者 | ニコラ・プロスペル・ルヴァスール                            |
| ファラオン ファラオーネ                                          | バス          | Pharaon Faraone            | エジプトの王       | アンリ・ベルナール・ダバディ                                |
| アナイ アナイデ                                                  | ソプラノ      | Anaï Anaide                | マリーの娘         | ロール・サンティ＝ダモロー                                  |
| アメノフィス アメーノフィ                                        | テノール      | Aménophis Amènofi          | エジプトの王子     | アドルフ・ヌーリ                                            |
| シナイード シナイーデ                                            | ソプラノ      | Sinaïde Sinaide            | エジプトの王妃     | ルイーズ＝ズルマ・ダバディ                                  |
| オジリド オジリデ                                                | バス          | Osiride Osiride            | エジプトの大司祭   | ボネル                                                      |
| マリー マリーア                                                  | メゾソプラノ  | Marie Maria                | モイーズの妹       | モリ嬢                                                      |
| エリエゼール エリゼーロ                                          | テノール      | Éliézer Elisero            | モイーズの弟       | アレクシス・デュポン                                        |
| オフィード アウフィーデ                                          | テノール      | Aufide                     | エジプトの兵士     | フェルディナンド・プレヴォスト                              |
| 天の声                                                           | バス          | －                         | －                 | －                                                          |
| 合唱：ユダヤ人、エジプト人、イシスの司祭、警備員、ファラオの兵士 |               |                            |                    |                                                             |

## あらすじ
- 舞台 -エジプト、紅海
- 時代 - 旧約聖書の時代

### 前奏曲
第1幕でモイーズが十戒の石版を取りに山に登っていく時のテーマと同じく、第1幕冒頭でモイーズに率いられたヘブライ人たちがエジプトの地からイスラエルへ帰ることを願って歌う合唱のテーマによる短い曲。

### 第1幕
エジプトのマデヤン

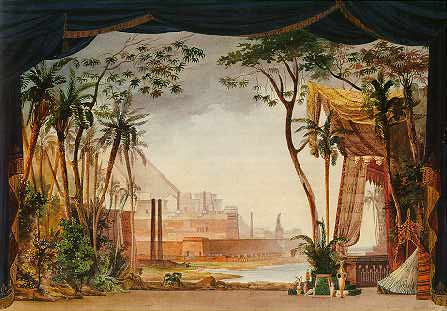
第一幕の情景

メンフィスの城壁の外側で、15年もの長きに亘ってエジプトに捕らえられているヘブライ人たちが過酷な運命を嘆き神に祈りをささげ、祖国に帰れるように祈っている。ヘブライ人の長であるモイーズが現れ、神の裁きによりエジプトの地に災いがもたらされるであろうと告げ、希望を持たせて「邪教者の恐ろしい支配から解放し給え」（Dieu puissant, du joug de l'impie）と合唱する。すると、モイーズがファラオンに遣わせた兄エリエゼールがエジプトの王急に捕らわれていたマリーとその娘アナイを連れて戻ってくる。エリエゼールがファラオンに要求を突き付けたところ、大神官オジリドは激しく反対したのだが、王妃シナイードが彼らを擁護し、ファラオンを説き伏せてくれたので、ファラオンがヘブライ人を解放し、帰国を許すことを約束したのだと言う。ファラオの妻シナイーデはヘブライ人であったため夫にイスラエル解放を進言したのであった。アナイはエジプトの神を崇拝することを拒絶したために死を宣告されていたにもかかわらず、ファラオンの息子アメノフィスの心を射止めたために、何とか釈放されたのだった。マリーは、娘のお陰で助かったとアナイを称えるが、アナイは王子アメノフィスを愛してしまったために故郷に帰れる喜びと恋人と別れなければならない悲しみとが交錯し、複雑な心境である。加えて、アメノフィスとは宗教が異なることも心配の種だった。ヘブライ人たちが喜びに沸く中、突如として空に虹がかかり、茂みに落ち赤々と炎上し、大きな岩盤に神からの十戒を刻み込まれる。モイーズはこの十戒を受け取とり、民衆は畏怖の念に打たれ、ひれ伏す。神秘の声がモイーズに法典を受け取るよう指示し、ヘブライ人たちが神に忠実であれば勝利するだろうと告げる。モイーズは十戒の石版を持ち返る。

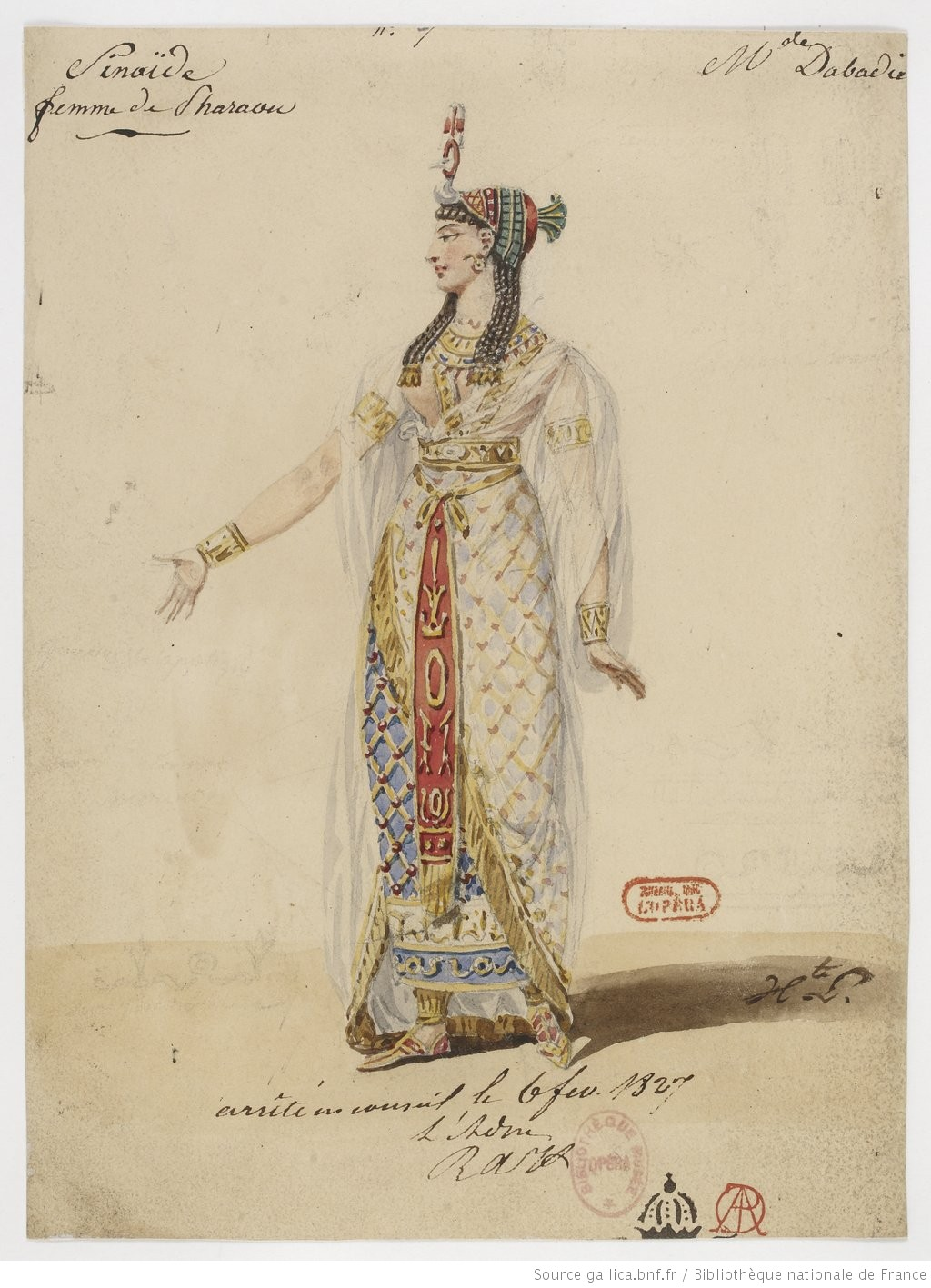
シナイードを演じるルイーズ・ダバディ

アナイが一人残っていると、アメノフィスが現れ、愛を誓ったのにどうして自分を捨てて王宮を去ってしまったのかと問い質す。アナイは、今でも彼を心から愛しているのだが、運命には逆らえないと別れを告げる。辛い胸中を訴えるアナイと愛を迫るアメノフィスによって〈二重唱〉「愛する人を失ったら」（Si je perds celle qui j’aime）が歌われる。遠くから出発の準備をするヘブライ人の行進曲が聞こえて来るので、彼女は去る。絶望したアメノフィスは、モイーズたちの出発を許さず、絶対に阻止することを心に決める。アナイとヘブライ人たちが神を讃えて歌っている。その中で一人、異教徒を愛してしまったアナイだけが悲しみ、マリーに悩みを打ち明けると、マリーは彼女を慰める〈二重唱〉「神よ、この皆が喜ぶ日に」（Dieu, dans ce jour prospère）。すると、アメノフィスが戻って来て、ファラオンが心変わりして、ヘブライ人の解放を取り消したと告げる。モイーズは、ヘブライ人をエジプトから解放しないなら、神の怒りを買い、エジプトは全滅するだろうと警告し、祈る。アメノフィスは怒り狂い、兵士たちにモイーズを懲らしめよと命令する。ヘブライ人たちはモイーズを守ろうとして対立する。騒ぎを聞きつけてファラオンと王妃が現れ、何事が起こったのかと問い、争いを収める。アメノフィスはモイーズが傲慢にも自分に盾をついたと釈明する。ファラオはモイーズに奴隷はおとなしく、エジプトの王に従わねばならないと言い、アメノフィスの言う通り、ヘブライ人はエジプトから解放しないと言う。約束が破られたと確信したモイーズが祈り始めると突然、今まで輝いていた太陽が隠れ、空が闇に包まれ、雷鳴が轟くので、エジプト人たちは恐れ、慄くのだった。

### 第2幕
エジプト、ファラオの宮殿
エジプト人たちは太陽が消え去った漆黒の暗闇の恐怖に怯え、「ああ！何という災い」（Ah! quel désastre!）と嘆いている。ファラオンはモイーズを呼び寄せ、太陽を戻せばヘブライ人を解放しようと約束する。モイーズがファラオンに2度と約束を破らないことを約束させると「至高の裁き手よ」（Arbitre Suprême）を歌い、厳かに祈り始める。すると、神はモイーズの祈りを聞きいれ、陽光がたちどころに戻る。モイーズは神に深く感謝する。エジプト人たちはモイーズを讃え「これは奇跡だ」と言い、イスラエルの神のお告げを受け入れる。ファラオンは、約束通りヘブライ人は今晩出発してよいと宣言する。しかし、その陰でアメノフィスはファラオンの命令に反対する。ヘブライ人たちは許しを得て、立ち去って行く。アメノフィスとファラオンの二人になると、ファラオンは一方的に息子とアッシリア王の娘エレジーヌの婚約を決め、この宣言をエジプトの女神イシスに捧げる。アメノフィスは突然の決定に驚くが、アナイとの恋を父に打明けられず、父の意思に逆らうことが不可能であることは分かっているので悩む。彼の心を知る母シナイードに引き裂かれる愛の苦しみと、モイーズへの復讐を告げる。アメノフィスは、自分の状況を嘆きつつ、シナイードと共に不本意ながらもイシスの神殿へと向う。

### 第3幕
イシスの神殿

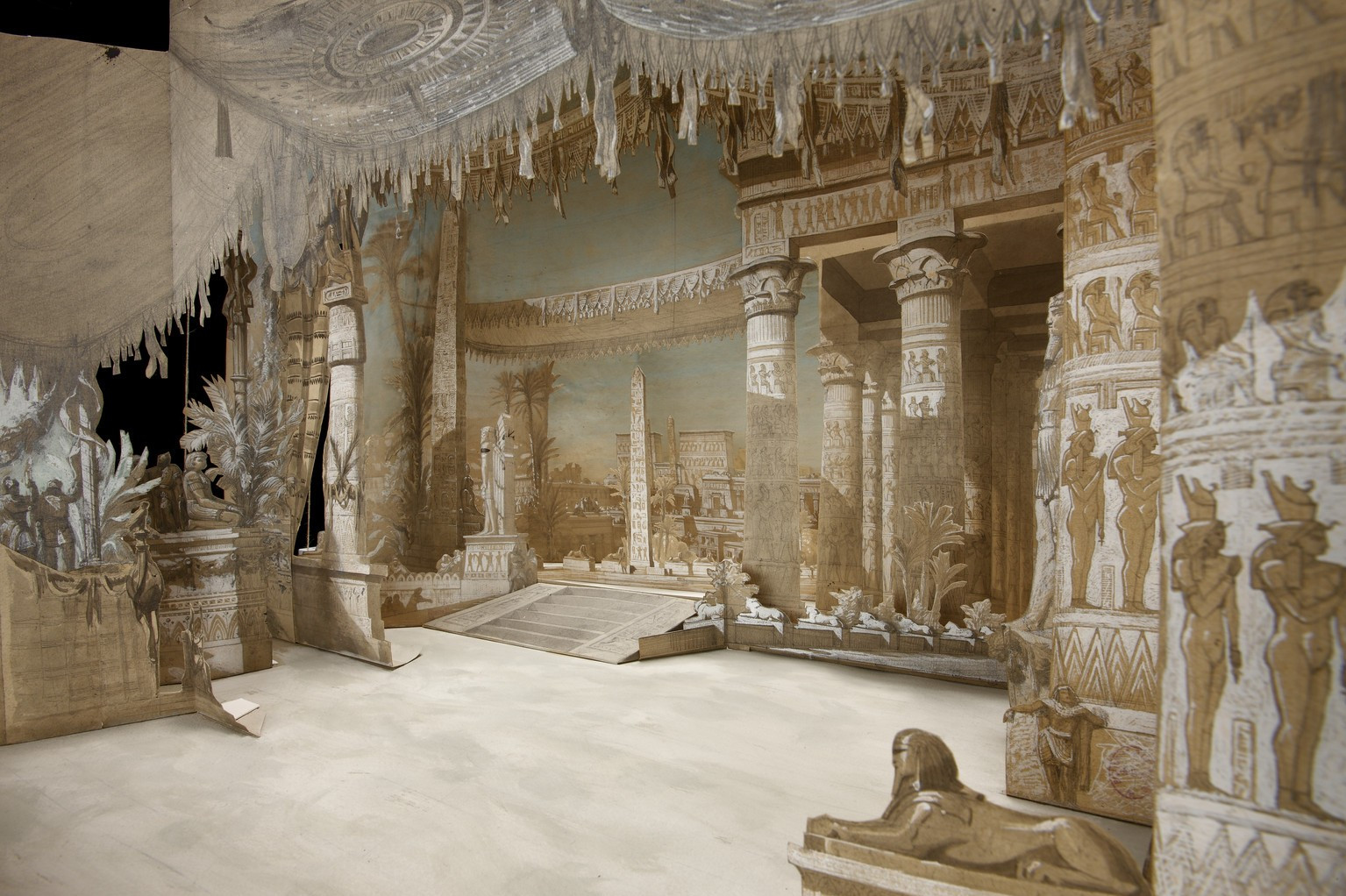
エドゥアール・デプレシャンによる3幕のデザイン

ファラオン臨席のもと、大司祭オシリドが神官たちと祝祭を厳かに執り行なっている。女神イシスに捧げる踊りが華やかに披露される。モイーズに率いられてヘブライ人たちが現れ、約束通り彼らを解放することをファラオンに要求する。ファラオンは、約束は守ると言うが、大司祭オシリドは、出発に先立ってモイーズにイシスの神に跪くことを強要する。モイーズはこれを拒否し、杖で天を示す。すると、イシス像が倒れ、神殿の明りが消える。怒った神官たちは、ヘブライ人たちの処罰を求める。そこに、駆け付けた兵士によって、ナイル川が血の色に染まり、大地が唸りを上げ、砂嵐が巻き起こり、民衆は恐れおののいているという不吉な知らせが伝えられる。エジプト人たちは、罰するか許すかで意見が対立し、混乱する。モイーズとの約束と神官たちの要求に挟まれたファラオンは、ヘブライ人たちを鎖につないで城壁の外に出せと命令し、場を収めようとする。混乱のさなか、アメノフィスは、無理やりアナイを連れ去る。歓喜に沸くヘブライ人と恐怖に慄くエジプト人が交錯する壮大なコンチェルタートが激しく盛り上がって幕となる。

### 第4幕
紅海に続く砂漠

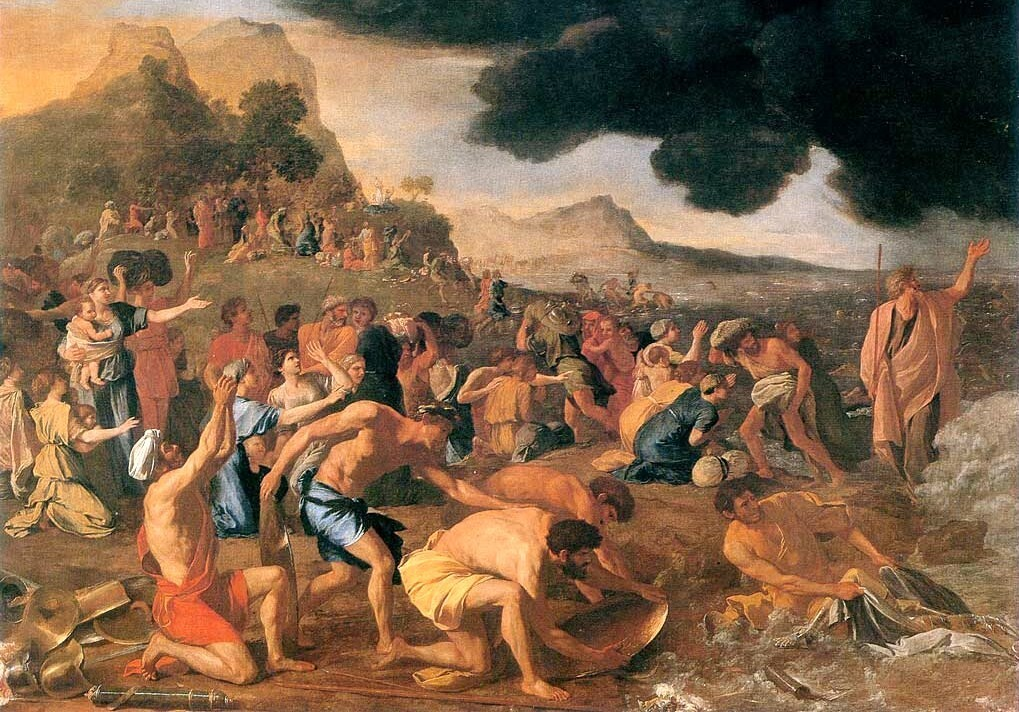
ニコラ・プッサンによる『紅海の横断』

紅海の海岸線近く、ヘブライの民衆はモイーズに導かれて、約束の地イスラエルへと旅をしている。アナイを追って来たアメノフィスはアナイにイスラエルへ行くのを思い留まり、自分と結婚するよう説得をする。そして、「ともに王座につくのでなければ、王位継承を放棄する」と言い、愛を誓う。アナイは恋と民族の掟の間で引き裂かれる思いに苦悩する。イスラエルの行進曲が聞こえると、モイーズがやって来る。モイーズはアナイに、これはあくまであなた自身が選ぶことだと助言する。アメノフィスはモイーズの目の前でアナイに自分か神を選ぶのか、決断を迫る。母マリーの腕に飛び込み、モイーズと共に行くことを決断する。裏切られたアメノフィスは激怒しファラオンの残忍な意向に従いヘブライ人を皆殺しにするようエジプト軍に命令する。紅海の岸辺にたどりついたモイーズは海を見つめ「天の玉座より」（Entendes-tu ces chants d'allégresse?）と歌い民衆とともに神に祈りを捧げる。すると民衆を繋いでいた鋼の鎖はもろくもほどけてしまう。しばらくすると、砂漠の果てにエジプトの軍勢の砂塵が見えてくる。追い詰められたモイーズとヘブライの民は紅海を歩いて渡りだす。追って来たファラオン、アメノフィスそしてエジプト軍も続いて海に入るが、モイーズの一行が対岸に渡り切るやいなや激しい嵐がまきおこり、荒れ狂う波にエジプトの軍勢は呑み込まれ一人残らず海の藻屑と消えてしまう。モイーズの奇跡がヘブライの民を救い、紅海はまた何事もなかったかのように静まる。ここで幕となる上演が多いが、この後「主を祝福しましょう」（Chantons, Bénissons Le Seigneur!）と賛歌が静かに合唱されて終わる。

## 主な原語による全曲録音・録画
| 年   | 配役 モイーズ ファラオン アメノフィス アナイ シナイード                                                                      | 指揮者 管弦楽団 合唱団                                                                      | レーベル                                       |
| ---- | --- | ------------------------------------------------------------------------------------------- | ---------------------------------------------- |
| 1983 | サミエル・レイミー ジャン=フィリップ・ラフォン(フランス語) キース・ルイス チェチーリア・ガズディア シャーリー・ヴァーレット  | ジョルジュ・プレートル パリ・オペラ座管弦楽団 パリ・オペラ座合唱団                          | CD: Legato Classics EAN : 0036674228228        |
| 1997 | ミケーレ・ペルトゥージ エルダル・アリエフ チャールズ・ワークマン エリザベス・ノルベルク＝ショルツ マリアーナ・ペンチェーヴァ | ウラディーミル・ユロフスキ ボローニャ歌劇場管弦楽団 ローマ聖チェチーリア国立音楽院合唱団    | CD: Rossini Opera Festival EAN : 8027089100133 |
| 2003 | イルダール・アブドラザコフ アーウィン・シュロット ジュゼッペ・フィリアノーティ バルバラ・フリットリ ソニア・ガナッシ         | リッカルド・ムーティ ミラノ・スカラ座管弦楽団 ミラノ・スカラ座合唱団 演出：ルカ・ロンコーニ | DVD: 日本コロムビア EAN : 4988001438205        |
| 2015 | アレクセイ・ビルクス ルーカ・ダッラミーコ ランドール・ビルズ エリザ・バルボ シルヴィア・ダッラ・ベネッタ                     | ファブリツィオ・マリア・カルミナーティ ヴィルトゥオーシ・ブルネンシス                       | CD: Naxos EAN : 4945604604734                  |

- イタリア語版も数種あり。